# Lycée Paul-Lapie

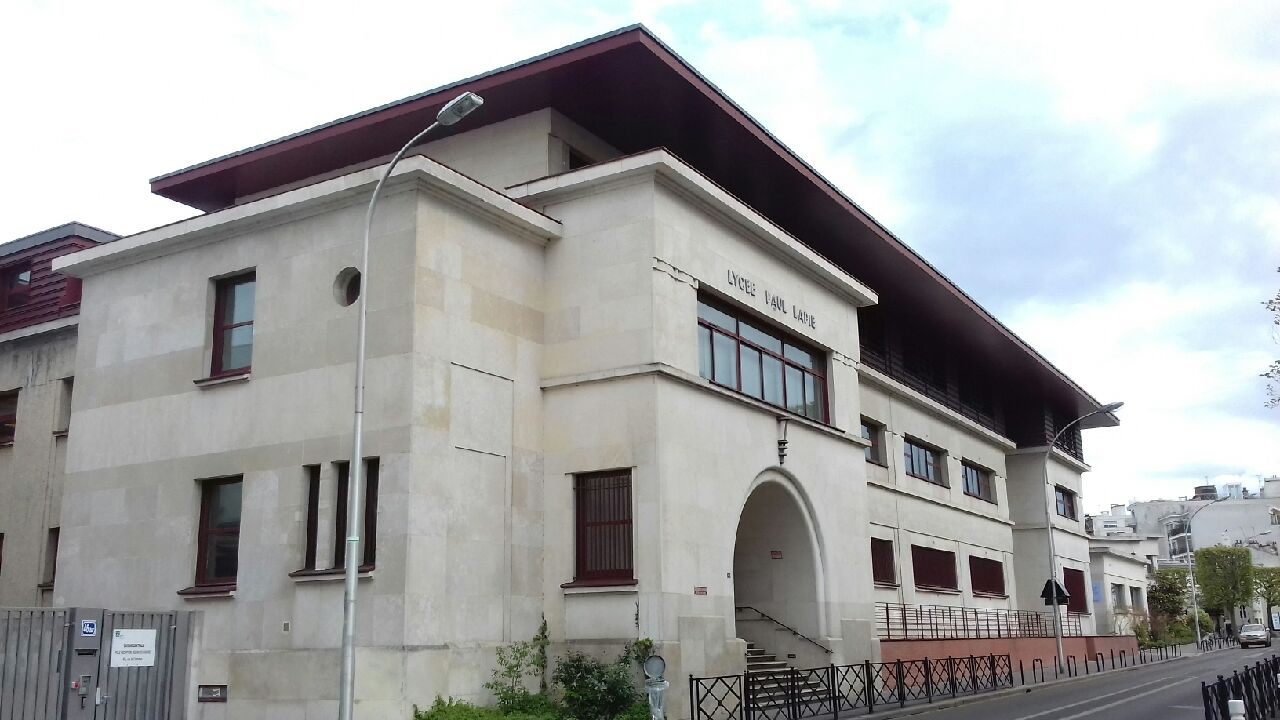
Façade 46 rue de Colombes. Mai 2021.

Le lycée Paul-Lapie est un lycée général et technologique public français construit en 1930 à Courbevoie, dans la banlieue parisienne, au numéro 5 du boulevard Aristide-Briand. Il a été inauguré en 1933.

## Construction
Conçus par l'architecte Florent Nanquette,, ses bâtiments sont inscrits à l'Inventaire général du patrimoine culturel de Courbevoie. L'entrée principale, aujourd'hui condamnée à la suite de l'annexion du « collège Alfred de Vigny », se situait primitivement au numéro 46 de la rue de Colombes.

## Appellation
Depuis son inauguration en 1933, le lycée porte le nom de Paul Lapie (1869-1927), maître de conférences, philosophe et sociologue défenseur de la laïcité.

## Filières d'études
L'établissement regroupe 1 200 élèves. Outre le grec ancien et le latin, il propose les options « européenne » et « médialangues ». Il accueille  aussi des sections « post-bac » et des BTS « assurance » et « informatique ».

## Classement
En 2019, ses résultats au baccalauréat atteignent 85,82 % de réussite, toutes séries confondues.
Sur 76 établissements recensés dans les Hauts-de-Seine, il occupe la position no 37 du département et le rang no 2 sur 143 au niveau national. Le classement s'établit selon trois critères : le taux de réussite au baccalauréat ; la proportion d'élèves de Terminale reçus au baccalauréat après avoir suivi dans l'établissement leurs deux dernières années scolaires ; une « valeur ajoutée » calculée d'après l'origine sociale des élèves, leur âge et leurs résultats au diplôme national du brevet.

## Anciens élèves
Près de vingt personnalités comptent parmi ses anciens élèves, :
- les acteurs Isabelle Adjani et Jean-Pierre Darroussin ;
- l'écrivain, traducteur et critique littéraire Gérard de Cortanze ;
- l'écrivain et humoriste Bruno Léandri ;
- le scénariste et metteur en scène Pierre Aknine ;
- le journaliste, producteur-animateur de radio et de télévision Philippe Dana ;
- les journalistes Liza Chaboussant et Grégory Philip ;
- le vulgarisateur politique Jean Massiet ;
- la blogueuse et autrice culinaire Clotilde Dusoulier (en) ;
- l'artiste-peintre Catherine Feff ;
- le photographe Laurent Kronental ;
- le rappeur Kekra ;
- l'écuyer et scénographe Bartabas ;
- les footballeurs Benoît Cheyrou, Abdourahmane Barry et Karim Ziani.

Des témoignages d'élèves ayant fréquenté l'établissement entre 1939 et 1980 figurent sur le site internet.